# Безсонова Ганна Володимирівна
Ганна Володимирівна Безсонова (нар. 29 липня 1984, Київ) — українська гімнастка, абсолютна чемпіонка світу з художньої гімнастики 2007 року, дворазова бронзова призерка Олімпійських ігор 2004 і 2008 років.

## Життєпис
Ганна Безсонова народилася 29 липня 1984 року у Києві, у сім'ї спортсменів. Батько Володимир Безсонов — футболіст, виступав за київське «Динамо», мати Вікторія Безсонова — чемпіонка світу в групових вправах з художньої гімнастики. Старший брат — Олександр, майстер спорту з тенісу, бізнесмен та особистий менеджер Ганни.
Мати спочатку віддала Ганну в хореографічний клас, але вже у п'ять років Ганна була впевнена, що стане гімнасткою. Спочатку займалася гімнастикою під керівництвом матері. Згодом займалася під керівництвом Ірини Дерюгіної (Школа художньої гімнастики Альбіни та Ірини Дерюгіних).

## Спортивна кар'єра

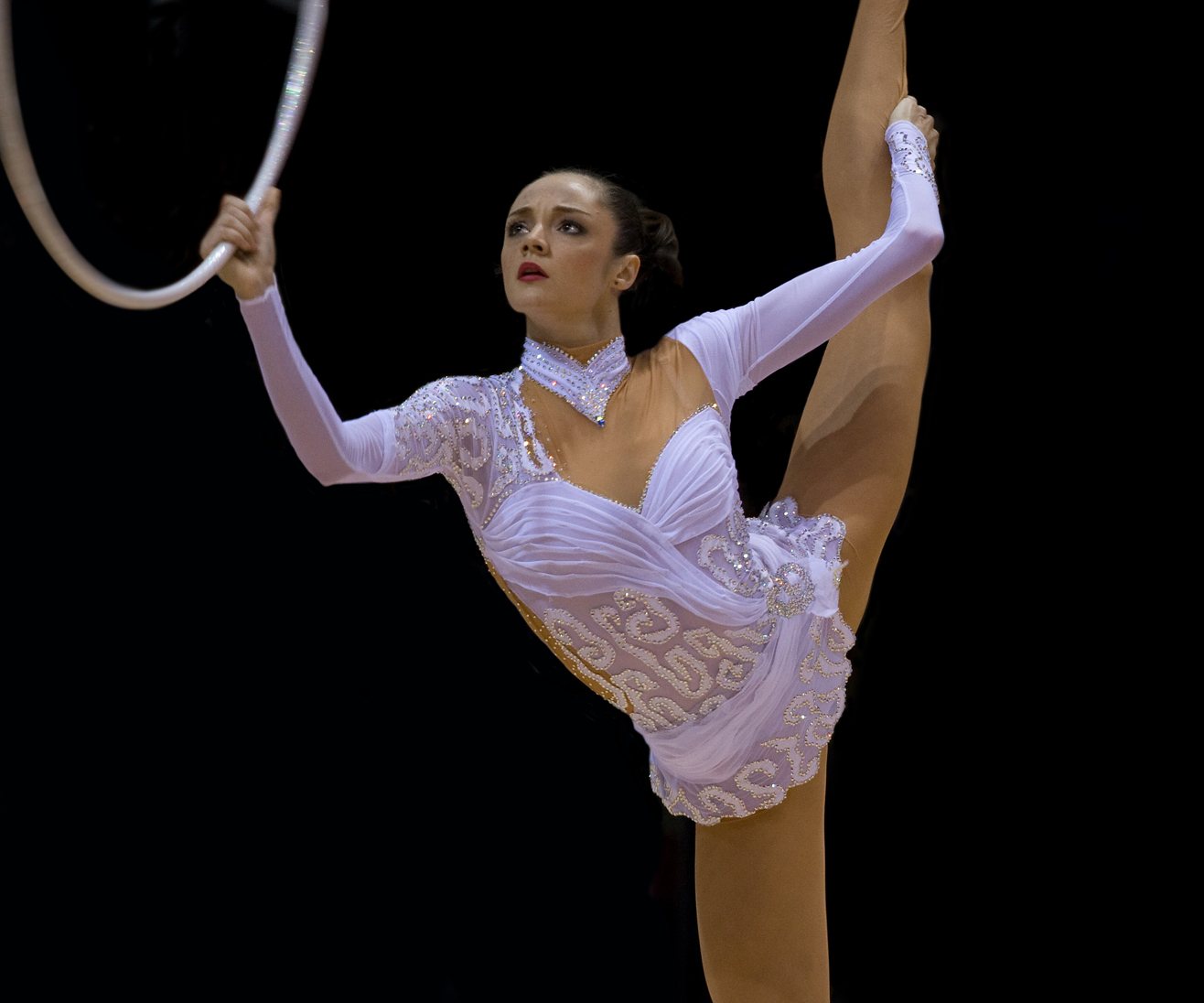
Ганна Безсонова, 2008 р.

Ганна Безсонова брала участь у змаганнях протягом десяти років — з 1999 до 2009. Символічно, що і перший, і останній для Ганни чемпіонати світу пройшли в Японії (Осака, 1999 та Міе, 2009).
Починаючи з 2002 року 18-річна Ганна — лідер збірної України. Протягом десятирічної спортивної кар'єри Ганна Безсонова впевнено трималась серед лідерів світової художньої гімнастики.
У 2003 році Безсонова стала дворазовою чемпіонкою світу — з обручем (вона виконувала вправу під музику з балету «Лебедине озеро», ця вправа стала однією з її найкращих) та з булавами. На цих змаганнях Ганна була близька до титулу абсолютної чемпіонки світу, проте помилка у вправі з м'ячем поставила її на друге місце.
Окрім того, у 2003 році Безсонова стала триразовою чемпіонкою Європи — у вправах з обручем, булавами та стрічкою.
У 2004 році Безсонова стала бронзовим призером Олімпійських ігор в Афінах.
У 2005 році Безсонова виграла одразу 6 срібних нагород на чемпіонаті світу в Баку (багатоборство, скакалка, м'яч, булави, стрічка, командна першість).
21 вересня 2007 року Ганна Безсонова стала абсолютною чемпіонкою світу. Найвдалішим став її виступ у вправі з обручем під музику з фільму Аврора, після якого глядачі аплодували стоячи та скандували її прізвище.
У 2008 році Ганна Безсонова стала бронзовим призером Олімпіади в Пекіні. 2009 рік став останнім у кар'єрі 25-річної Ганни. Безсонова виступила на чемпіонаті світу в Міе, де виборола три бронзові (обруч, м'яч, багатоборство) та одну срібну (стрічка) медалі.
У послужному списку Безсонової багато титулів — вона абсолютна чемпіонка світу, дворазова чемпіонка світу в окремих видах (обруч, булави), володарка золотих нагород на етапах Кубку світу, триразова чемпіонка Європи (обруч, булави, стрічка), двічі бронзовий призер Олімпійських ігор, а також багаторазова срібна призерка чемпіонатів Європи і світу.
У 2010 році відбувся Кубок Дерюгіної, де Ганна Безсонова офіційно пішла зі спорту. Ганна виступила перед глядачами з прощальним показовим виступом на пісню Лари Фабіан «Je suis malade», цей виступ зворушив до сліз багатьох вболівальників.
Після завершення кар'єри професійної гімнастки залишилася працювати на тренерській роботі в Школі Дерюгіних.
Ганна Безсонова запам'яталась глядачам елегантністю, грацією, виразністю та експресивністю своїх виступів, вболівальники дали їй прізвисько The Queen of Elegance (Королева Елегантності).

## Найвідоміші вправи
- на музику з балету «Лебедине озеро», обруч, 2003–2004[2];
- на музику з к/ф «Матриця», булави, 2003–2004[3];
- на іспанську мелодію, стрічка, 2003–2004[4];
- на музику з к/ф «Перл-Гарбор», м'яч, 2005[5];
- на музику з к/ф «Аврора», обруч, 2007–2008[6];
- на музику «Болеро (Равель)», стрічка, 2007[7];
- на музику з к/ф «Гладіатор», булави, 2007–2008[8];
- на українську народну музику, стрічка, 2008[9];
- на музику «O Fortuna» («Карміна Бурана»), стрічка, 2009[10];
- показовий виступ на пісню Лари Фабіан «Je suis malade[en]», 2010,[11]

## Спортивні досягнення
Ганна Безсонова — 4-разова Чемпіонка світу, володарка Кубків світу в 3 вправах, 3-разова чемпіонка Європи.
1999 — Чемпіонат світу, Осака 10-е місце — групове багатоборство; 3-е місце — командний залік. 

2000 — Фінал Кубку світу, Глазго 5-е місце — м'яч, обруч, стрічка; 7-е місце — скакалка. 

2000 — Чемпіонат Європи, Сарагоса 4-е місце — стрічка. 

2001 — Чемпіонат світу, Мадрид 2-е місце — м'яч, обруч; 4-е місце — булави; 3-е місце — індивідуальне багатоборство, 3-е місце — скакалка. 

2002 — Чемпіонат світу, Новий Орлеан 6-е місце — групове багатоборство. 

2002 — Фінал Кубку світу, Штутгарт 2-е місце — м'яч; 1-е місце — булави, обруч, скакалка. 

2002 — Чемпіонат Європи, Гренада 4-е місце — м'яч, обруч; 3-е місце — булави, індивідуальне багатоборство; 2-е місце — скакалка. 

2003 — Чемпіонат світу, Будапешт 2-е місце — м'яч, стрічка, індивідуальне багатоборство, командний залік; 1-е місце — булави, обруч. 

2003 — Чемпіонат Європи, Ріса 2-е місце — м'яч; 1-е місце — булави, обруч, стрічка. 

2004 — Олімпійські ігри, Афіни 3-е місце — індивідуальне багатоборство. 

2004 — Чемпіонат Європи, Київ 2-е місце — індивідуальне багатоборство. 

2005 — Всесвітні ігри 2-е місце — м'яч; 4-е місце — булави; 3-е місце — стрічка; 1-е місце — скакалка. 

2005 — Чемпіонат світу, Баку 2-е місце — м'яч, булави, індивідуальне багатоборство, стрічка, скакалка, командний залік. 

2005 — Чемпіонат Європи, Москва 2-е місце — м'яч, стрічка, командний залік; 3-е місце — булави, скакалка. 

2006 — Чемпіонат Європи, Москва 3-е місце — індивідуальне багатоборство. 

2006 — Фінал Кубку світу, Міе 3-е місце — скакалка, стрічка, м'яч. 

2007 — Чемпіонат світу, Патрас 1-е місце — індивідуальне багатоборство. 

2008 — Олімпійські ігри, Пекін 3-е місце — індивідуальне багатоборство.
- Переможниця Всеукраїнської церемонії «Герої спортивного року-2007» у номінації «Найкраща спортсменка року».

## Інша професійна та громадська діяльність
Після завершення кар'єри у великому спорті одним із напрямків діяльності Ганни Безсонової стало телебачення. Під час проведення Євро-2012 вона спробувала себе як телеведуча. Була спеціальним кореспондентом телеканалу «Футбол».
Ще у 2009 р. Ганна Безсонова брала участь у телепроєкті «Танцюю для тебе-3», ставши його переможницею (у парі з Олександром Лещенком).
Деякий час була шеф-редактором журналу «Pink».
Ганна Безсонова також відома як активна популяризаторка спорту та здорового способу життя серед молоді. Брала участь у численних благодійних проектах.

## Державні нагороди
- Орден «За заслуги» III ст. (4 вересня 2007) — за вагомий особистий внесок у розвиток і популяризацію фізичної культури і спорту в Україні, досягнення високих спортивних результатів, високу професійну майстерність[13]
- Орден княгині Ольги I ст. (4 вересня 2008) — за досягнення високих спортивних результатів на XXIX літніх Олімпійських іграх в Пекіні (Китайська Народна Республіка), виявлені мужність, самовідданість та волю до перемоги, піднесення міжнародного авторитету України[14]
- Орден княгині Ольги II ст. (18 вересня 2004) — за досягнення значних спортивних результатів на XXVIII літніх Олімпійських іграх в Афінах, піднесення міжнародного авторитету України[15]
- Орден княгині Ольги III ст. (26 грудня 2003) — за вагомий особистий внесок у розвиток фізичної культури і спорту, досягнення високих спортивних результатів на XXII Всесвітній літній універсіаді у м. Дегу (Республіка Корея)[16]

## Визнання
- Лауреат Всеукраїнської премії «Жінка III тисячоліття» в номінації «Рейтинг» (2007).